# Sewalkhas
Sewalkhas (ook gespeld als Siwal Khas) is een nagar panchayat (plaats) in het district Meerut van de Indiase staat Uttar Pradesh.

## Demografie
Volgens de Indiase volkstelling van 2001 wonen er 18.434 mensen in Sewalkhas, waarvan 53% mannelijk en 47% vrouwelijk is. De plaats heeft een alfabetiseringsgraad van 33%.